# Jane (Tyrannosaurus)

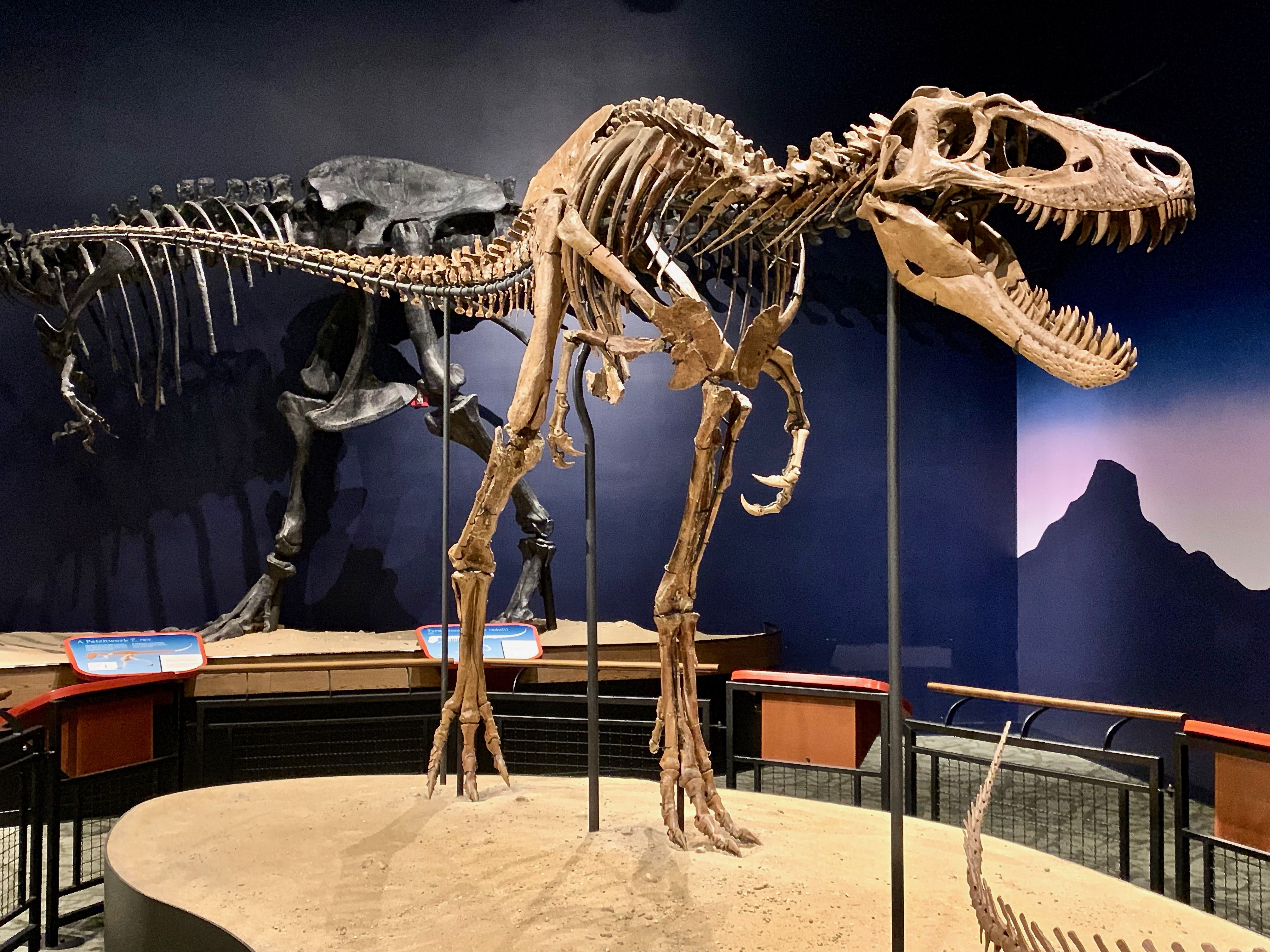
Exemplář "Jane" v expozici Burpee Museum of Natural History.

"Jane" (také BMRP 2002.4.1) je neformální označení pro výborně zachovalý kosterní exemplář mláděte teropodního dinosaura druhu Tyrannosaurus rex. V současnosti patří k nejznámějším a nejkompletnějším juvenilním fosilním exemplářům tohoto populárního dravého dinosaura.

## Popis

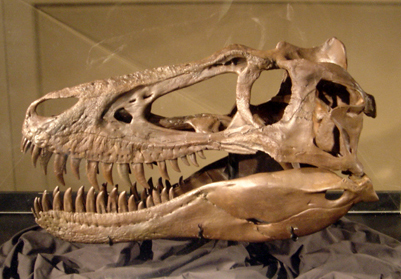
Replika lebky exempláře "Jane".

"Jane" zahynula ve věku 13 let a v té době měřila na délku kolem 6,5 metru. Oproti dospělým exemplářům tedy byla téměř o polovinu "kratší" a vážila přibližně jen desetinu jejich hmotnosti. Živá hmotnost jedince "Jane" byla různými metodami odhadnuta asi na 600 až 1200 kilogramů. Jednalo se tedy o mládě, které ještě nedospělo k bodu růstového spurtu, kdy začali dospívající tyranosauři nabírat na váze až kolem 700 kg ročně a nakonec dosáhli hmotnosti až kolem 9000 kg.
Celkem bylo objeveno 145 fosilních kostí "Jane", což odpovídá zhruba 52 % kompletnosti. Jedná se tedy o zdaleka nejkompletněji zachovanou fosilní kostru mláděte druhu T. rex. Fosilie ležela pohřbená na své pravé straně, výměra vykopávek činila 4 metry čtvereční. Spolu s fosilií "Jane" bylo objeveno také množství zkamenělin pozdně křídových rostlin, které dokládají, že tento dinosaurus obýval prostředí záplavových nížin. "Jane" žila v období nejsvrchnější křídy (geologický stupeň maastricht), asi před 67 až 66 miliony let, a představovala tak jednoho z posledních žijících druhohorních dinosaurů.
Mladí jedinci tyranosaurů zřejmě dokázali rychle běhat, jak dokládají objevené série jejich fosilních stop i modely jejich fyziologie a funkční morfologie. Jejich proporcionálně dlouhé a štíhlé nohy (dobře patrné právě u "Jane") jim zřejmě propůjčovaly schopnost vyvinout rychlost až kolem 50 km/h.

## Historie

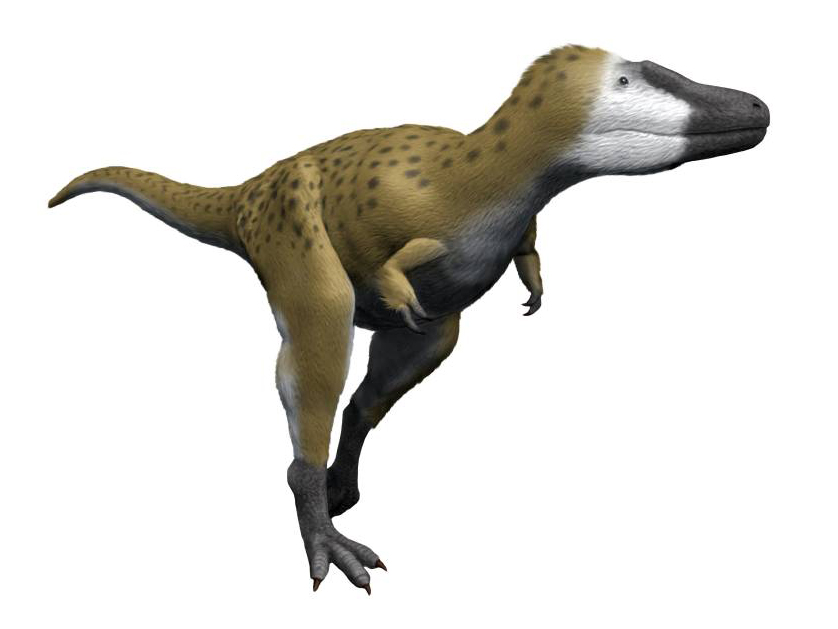
Rekonstrukce přibližného vzezření "Jane" (resp. druhu Nanotyrannus lancensis).

Fosilie "Jane" byly objeveny Carol Tuckovou a Billem Harrisonem v roce 2001 na území jihovýchodní Montany (kraj Garfield), a to v sedimentech souvrství Hell Creek. O rok později byly zkameněliny vykopány a staly se součástí sbírek i expozice Burpee Museum of Natural History ve městě Rockford v Illinois. Exemplář dostal katalogové označení BMRP 2002.4.1 a byl prohlášen za nejkvalitnější zkamenělinu tyranosauřího mláděte na světě. Podle některých paleontologů se může jednat naopak o dospělý exemplář pochybného druhu Nanotyrannus lancensis, převažující názor v něm ale spatřuje mládě druhu T. rex.

## Další exempláře
Dalšími známými exempláři tohoto druhu jsou například Sue z Jižní Dakoty (umístěný ve Fieldově muzeu v Chicagu), dále exemplář Stan, rovněž z Jižní Dakoty nebo Trix z Montany (umístěný v holandském Leidenu). Zatímco Sue je s hmotností až kolem 8400 kg jeden z největších exemplářů (spolu s jedincem zvaným Scotty z kanadské provincie Saskatchewan), Trix je nejspíš nejstarším známým jedincem s odhadovaným věkem přes 30 let. V současnosti je známo již téměř šedesát fosilních exemplářů druhu T. rex, a to v různém stupni a kvalitě dochování.